# Bhingar
Bhingar è una suddivisione dell'India, classificata come census town, di 7.620 abitanti, situata nel distretto di Ahmednagar, nello stato federato del Maharashtra. In base al numero di abitanti la città rientra nella classe V (da 5.000 a 9.999 persone).

## Geografia fisica
La città è situata a 19° 05' 17 N e 74° 46' 24 E.

## Società

### Evoluzione demografica
Al censimento del 2001 la popolazione di Bhingar assommava a 7.620 persone, delle quali 3.924 maschi e 3.696 femmine. I bambini di età inferiore o uguale ai sei anni assommavano a 994, dei quali 529 maschi e 465 femmine. Infine, coloro che erano in grado di saper almeno leggere e scrivere erano 5.541, dei quali 3.092 maschi e 2.449 femmine.